# Exilioidea
Exilioidea is een geslacht van weekdieren uit de klasse van de Gastropoda (slakken).

## Soorten
- Exilioidea atlantica Bouchet & Warén, 1988
- Exilioidea costulata Bouchet & Warén, 1988
- Exilioidea indica Bouchet & Warén, 1988
- Exilioidea kelseyi (Dall, 1908)
- Exilioidea rectirostris (Carpenter, 1864)
- Exilioidea rufocaudata (Dall, 1896)